# Robert ParkeHarrison
Robert ParkeHarrison (* 1968 in Fort Leonard Wood, Pulaski County (Missouri)) ist ein US-amerikanischer Fotograf.
ParkeHarrison studierte am Kansas City Art Institute und an der University of New Mexico, wo er 1994 den Master of Fine Arts erhielt. Seit Mitte der 1990er Jahre thematisiert er in aufwändig komponierten Bildern die Wechselwirkung zwischen Natur und Mensch, insbesondere die Zerstörung der Natur durch die moderne Zivilisation. Mit über 48 weltweit gezeigten Ausstellungen und der Aufnahme in bedeutende Sammlungen wie dem American Art Museum der Smithsonian Institution, zählt er zu den führenden Vertretern zeitgenössischer, surrealistischer Kunstfotografie. Seit 2001 entwirft und erarbeitet er seine Aufnahmen zusammen mit seiner Ehefrau Shana ParkeHarrison.